# Mafeng (köpinghuvudort i Kina, Liaoning Sheng, lat 40,81, long 122,91)
Mafeng (kinesiska: 马风, 马风镇) är en köpinghuvudort i Kina. Den ligger i provinsen Liaoning, i den nordöstra delen av landet, omkring 120 kilometer söder om provinshuvudstaden Shenyang. Antalet invånare är 31 243. Befolkningen består av 15 051 kvinnor och 16 192 män. Barn under 15 år utgör 16,0 %, vuxna 15-64 år 73 %, och äldre över 65 år 9,0 %.
Runt Mafeng är det tätbefolkat, med 442 invånare per kvadratkilometer. Närmaste större samhälle är Haicheng, 14,4 km väster om Mafeng. Trakten runt Mafeng består till största delen av jordbruksmark.
Genomsnittlig årsnederbörd är 976 millimeter. Den regnigaste månaden är juli, med i genomsnitt 249 mm nederbörd, och den torraste är januari, med 7 mm nederbörd.